# Shamil Lakhiyalov
Shamil Gadzhialiyevich Lakhiyalov (em russo:   Шамиль Гаджиалиевич Лахиялов, nascido 28 de outubro de 1979 em Makhachkala) é futebolista russo que atualmente atua pelo FC Anzhi Makhachkala.

## Carreira
No início de 2011 ele assinou um contrato com FC Krasnodar como um agente livre. Mas antes da competição a equipe FC Anzhi Makhachkala, comprou seu contrato. 